# 九星隊
九星隊（ナインスターズ）は、日本の男性4人組アイドルグループ。略称はナイスタ。九州地方を拠点に活動するグループとして、ワタナベエンターテインメントが主催したオーディションによって2017年5月20日に結成された。2021年5月に解散した。
所属芸能事務所はワタナベエンターテインメント九州事業本部。同社の名古屋事業本部所属で東海地方を拠点に活動するMAG!C☆PRINCEの弟分グループである。所属レコードレーベルはSTAR RECORDS。以前はユニバーサルミュージックのレーベル・ZEN MUSICに所属していた。

## 略歴
2015年に自社主催のオーディションによって東海地方発の男性グループMAG!C☆PRINCEをデビューさせたワタナベエンターテインメントは、2017年1月に「九州を元気にするプロジェクト」の一環として、九州発の男性アイドルグループを結成することを発表。仮のグループ名を「九州BOYS（仮）」として、九州7県在住・出身者を対象としたオーディションを開催した。オーディションの最終応募者数は2188人で、そこから藪佑介・中村昌樹・山口託矢・大池瑞樹の4名が最終候補に選ばれた。4月10日（9日深夜）、テレビ西日本において同局とワタナベエンターテインメントが共同でこのオーディションをバックアップするバラエティ番組『バリすご8』がスタートし、この4名は「九州ボーイズ（仮）最終候補生」としてレギュラー出演。番組ではグループ名の公募も行われた。
5月20日、ソラリアプラザ（福岡市）で「九州BOYS（仮）正式メンバー&グループ名発表イベント」を開催。審査委員長を中山秀征が務めた。「九州ボーイズ（仮）最終候補生」の4名全員が合格となり、グループ名は「九州の星になる」という意味が込められた「九星隊」に決定した。6月に開催したファンミーティングにおいて、山口の隊長（リーダー）就任と各自のメンバーカラーが決定したことを発表。7月から『バリすご8』のほかにテレビ西日本『ももち浜ストア』にレギュラー出演し、RKBラジオで冠番組『九星隊のナイスタCampus』が放送開始。同月23日、出演したイベントのステージで初のオリジナル楽曲「FLASH」を披露し、ユニバーサルミュージックからCDデビューが決定したことを発表。9月にゲスト出演したMAG!C☆PRINCEのイベントにおいて、「FLASH」で2018年1月9日にデビューすることを発表した。
全日本おしくらまんじゅう選手権 優勝 [2018]（※藪佑介以外のメンバー）
2019年5月、兄貴分のMAG!C☆PRINCE、弟分のHi☆Fiveとともにスペシャル・ユニット14STARS（フォーティーンスターズ）を結成。7月6日にMAG!C☆PRINCEのワンマンライブ『本気☆LIVE Vol.8』にて14STARSとしてオリジナル曲「恋をしようJAPAN」を初披露したほか、事務所の先輩である音楽ユニット・D☆DATEの「Blue Dahlia! -テニハイラナイキミ-」をカバー。翌日の7日に「恋をしようJAPAN」を配信限定楽曲としてリリース。
12月21日、九星隊がHi☆Fiveとともにゲスト出演したMAG!C☆PRINCEのワンマンライブ『本気☆LIVE Vol.10 〜MAG!C☆PRINCE Try Again〜』にてワタナベエンターテインメントがタワーレコードと共同で発足した新レーベル・STAR RECORDSへ3グループが移籍し、2020年1月から活動することを発表。STAR RECORDSの第1弾作品は九星隊の5thシングル「I.P.You」。
2020年9月29日（28日深夜）、『バリすご8』が放送終了。なお、MAG!C☆PRINCEの冠番組『本気プリ』、Hi☆Fiveの冠番組『デラHi☆学園』も同時期に終了している（他の冠番組は放送を継続）。
2021年3月25日、同年5月をもって九星隊を解散することが公式HP、『ももち浜ストア』にて発表された。『ももち浜ストア』には番組の終わりにメンバー全員が出演。4人での出演はこれが最後となった。解散後、山口、大池はワタナベエンターテインメントを離れ、タレント活動を継続、中村は芸能界を引退、藪は引き続きワタナベエンターテインメント九州事業本部にてタレント活動を継続することが合わせて発表された。同年5月1日開催のワンマンライブ『九星隊 最終乱舞〜感謝ノ舞〜』がラストライブとなる。
3月26日、NHK-FM福岡『六本松サテライト』を卒業。これをもって九星隊として全ての冠番組が終了した。

## メンバー
各プロフィール1行目・2行目は公式サイトによる。
山口 託矢（やまぐち たくや、1997年3月18日 - ）
九星隊隊長。メンバーカラーは赤■。福岡県大川市出身。身長177cm。
福岡大学卒業。2016年度ミスター福大のグランプリ。特技は和太鼓。
大池 瑞樹（おおいけ みずき、1997年2月10日 - ）
メンバーカラーは青■。愛知県出身。身長170cm。
九州BOYS（仮）のオーディションを受ける資格を得るために福岡に移住した。特技はダンス、フットサル、アクロバット。
BOYS AND MENの元メンバー（2011年まで在籍）。
中村 昌樹（なかむら まさき、1996年12月30日 - ）
メンバーカラーは黄■。福岡県福岡市出身。身長172cm。
西南学院大学卒業。特技はサッカーのリフティング。
藪 佑介（やぶ ゆうすけ、1996年5月21日 - ）
メンバーカラーは紫■。山口県山口市出身。福岡市在住。身長177cm。
山口と同じく福岡大学卒業。2016年度ミスター福大の準グランプリ。特技は書道、弓道、イラスト。

## ディスコグラフィ
※最高位はオリコンチャート
をもとに記載

### 参加作品
配信限定シングル
| 発売日       | タイトル        | アーティスト         | 曲順 | 収録曲          | 備考                                                                   |
| ------------ | --------------- | -------------------- | ---- | --------------- | ---------------------------------------------------------------------- |
| 2019年7月7日 | 恋をしようJAPAN | 14STARS              | M.1  | 恋をしようJAPAN | CD未発売。九星隊ver.は1stアルバム『ONE STAR』に収録。                  |
| 2020年9月1日 | Beat goes on    | Music Action Fukuoka | M.1  | Beat goes on    | CD未発売。深町健二郎、松隈ケンタ共同プロデュースのチャリティーソング。 |

DVD
| 発売日        | タイトル                                                             | アーティスト | 曲順 | 収録曲                            | 規格品番  |
| ------------- | -------------------------------------------------------------------- | ------------ | ---- | --------------------------------- | --------- |
| 2017年11月1日 | 本気☆LIVE at Zepp Tokyo                                              | MAG!C☆PRINCE | M.7  | Hello Hello with 九星隊           | UPBH-1447 |
| 2019年4月24日 | 本気☆LIVE Vol.7 in 日本ガイシホール 〜MAG!C☆PRINCE 3rd Anniversary〜 | MAG!C☆PRINCE | M.14 | Reach for the STARS               | UPBH-1485 |
| 2019年4月24日 | 本気☆LIVE Vol.7 in 日本ガイシホール 〜MAG!C☆PRINCE 3rd Anniversary〜 | MAG!C☆PRINCE | M.15 | By your side                      | UPBH-1485 |
| 2019年4月24日 | 本気☆LIVE Vol.7 in 日本ガイシホール 〜MAG!C☆PRINCE 3rd Anniversary〜 | MAG!C☆PRINCE | M.16 | BARI BARI                         | UPBH-1485 |
| 2019年4月24日 | 本気☆LIVE Vol.7 in 日本ガイシホール 〜MAG!C☆PRINCE 3rd Anniversary〜 | MAG!C☆PRINCE | M.17 | Hello Hello with 九星隊 & Hi☆Five | UPBH-1485 |

## タイアップ一覧
| 曲名                       | タイアップ                                           |
| -------------------------- | ---------------------------------------------------- |
| FLASH                      | XCOM GLOBAL「イモトのWiFi 韓国篇」CMソング           |
| FLASH                      | テレビ西日本『バリすご8』オープニング曲              |
| Kiss Me Fire               | XCOM GLOBAL「イモトのWiFi グアム篇」CMソング         |
| Kiss Me Fire               | テレビ西日本『バリすご8』オープニング曲              |
| Kiss Me Fire               | RKBラジオ『九星隊のナイスタCampus』オープニング曲    |
| Reach for the STARS        | テレビ西日本『バリすご8』オープニング曲              |
| Reach for the STARS        | RKBラジオ『九星隊のナイスタCampus』オープニング曲    |
| By your side               | XCOM GLOBAL「イモトのWiFi オーストラリア篇」CMソング |
| By your side               | テレビ西日本『バリすご8』オープニング曲              |
| By your side               | RKBラジオ『九星隊のナイスタCampus』オープニング曲    |
| ONE STAR                   | XCOM GLOBAL「イモトのWiFi 2019 韓国篇」CMソング      |
| ONE STAR                   | テレビ西日本『バリすご8』オープニング曲              |
| ONE STAR                   | RKBラジオ『九星隊のナイスタCampus』オープニング曲    |
| ONE STAR                   | テレビ西日本『幕末☆STARS』オープニング曲             |
| 恋をしようJAPAN 九星隊ver. | テレビ西日本『幕末☆STARS』エンディング曲             |
| I.P.You                    | テレビ西日本『バリすご8』オープニング曲              |

## 出演

### テレビ

#### レギュラー
- バリすご8（テレビ西日本、2017年4月10日 - 2020年9月28日）
- ももち浜ストア（テレビ西日本、2017年7月5日 - 2021年3月25日） - 木曜レギュラー[注 5]／藪佑介のみ（2021年4月1日 - 2022年3月）
- 本気プリ（CBCテレビ、2017年10月1日 - 2020年9月25日）[24]
- 実感ドドド!@福岡（NHK福岡、2018年4月20日 - 2021年3月12日、不定期月一金曜日）[注 6]
- ゴリ黄門（熊本朝日放送、2019年8月2日 - 9月27日）
- 幕末☆STARS（テレビ西日本、2019年8月4日 - 8月25日）
- 教えて先生! LIFE UP学園（山口朝日放送、2021年4月3日 - ） - 藪佑介のみ

#### 単発
- 究極の男は誰だ!?最強スポーツ男子頂上決戦（TBS系、2017年5月11日・9月28日） - 大池瑞樹のみ
- ぞっこん九州（RKB毎日放送、2018年9月5日） - 山口託矢のみ
- LIP BABY DANCE CONTEST 2018 DANCE BATTLE with HEAD HUNTER（テレビ西日本、2018年9月30日） - 大池瑞樹のみ
- next sparkles（福岡放送、2018年10月4日） - 中村昌樹のみ
- メンソレータム DANCE CONTEST 2019 DANCE BATTLE with HEAD HUNTER（テレビ西日本、2019年10月27日） - 大池瑞樹のみ
- ごちそうマエストロ（TVQ九州放送、2020年6月14日・28日・2021年2月21日） - 中村昌樹のみ
- MISIA「好いとっと」九星隊版 〜NHK福岡開局90年記念ソング〜（NHK福岡、2020年9月12日 - 2021年2月、随時放送）
- 列島横断生中継!クイズ!ニュースLIVE 〜今週の日経読んだ?〜（BSテレビ東京、2020年11月6日） - 中村昌樹のみ[注 7]
- NHK福岡開局90年特番 みんなが出るテレビ!生放送SP（NHK福岡、2020年12月12日）

### ラジオ
- 九星隊のナイスタCampus（RKBラジオ、2017年7月1日 - 2020年3月25日）
- 九星隊 presents がめにラジオ（NHK-FM福岡、2019年4月26日 - 2020年3月27日、毎月第4金曜日）
  - 六本松サテライト（NHK-FM福岡、2020年5月22日 - 2021年3月26日、毎月第4金曜日）

### CM
- XCOM GLOBAL「イモトのWiFi」
  - 韓国篇（2017年12月16日 - 2018年4月）
  - グアム篇（2018年4月14日 - 2019年1月）
  - オーストラリア篇（2019年2月1日 - 7月）
  - 2019 韓国篇（2019年8月3日 - 2020年9月28日）
- iBankマーケティング「Wallet+」 - 中村昌樹のみ
  - いつかやってみたいこと篇（2018年5月13日 - 8月）
  - エスパー篇（2018年8月14日 - ）

### 舞台
※山口託矢のみ
- おしりたんていミュージカル 〜むらさきふじんのあんごうじけん〜（2020年12月18日 - 20日） - 新人警官 役[25]

## 書籍
- ももち浜ストア パン☆gram（パンスターグラム） 〜福岡のおいしいパン〜（2020年3月27日、ぴあMOOK関西[注 8]） ISBN 978-4-8356-3681-8
TNCももち浜ストア ヤフー店先行予約特典：九星隊直筆サイン入りステッカー
TNCももち浜ストア ヤフー店購入特典：オリジナルステッカー